# Ceton
Ceton är en kommun i departementet Orne i regionen Normandie i nordvästra Frankrike. Kommunen ligger i kantonen Le Theil som tillhör arrondissementet Mortagne-au-Perche. År 2022 hade Ceton 1 765 invånare.

## Befolkningsutveckling
Antalet invånare i kommunen Ceton
| Referens: INSEE |